# ロバート・クレイス
ロバート・クレイス（Robert Crais、1953年6月20日 - ）は、アメリカ合衆国の小説家。主にサスペンス、推理小説（探偵小説）を手がける。サンタモニカ在住。

## 来歴
ルイジアナ州バトンルージュ近郊のタンジパホア郡インディペンデンス出身。テレビドラマの脚本家としてキャリアをスタートし、『ヒルストリート・ブルース』、『女刑事キャグニー&レイシー』、『特捜刑事マイアミ・バイス』などを手掛けた。『ヒルストリート・ブルース』ではエミー賞にもノミネートされている（第21話「売春婦狩り」）。
1987年、初長篇『モンキーズ・レインコート』で作家デビュー。同作でアンソニー賞（1988年度 Best Paperback Original部門）及び、マカヴィティ賞（1988年度 Best First Novel部門）を受賞する。
2005年には、『ホステージ』がブルース・ウィリス主演で映画化された。
2010年には、PWAより功労賞を贈られている。

## 特徴
デビュー作以来、主としてロサンゼルスの私立探偵エルヴィス・コールを主人公としたシリーズを執筆。その相棒であるジョー・パイクと共に事件を追う姿を描いている。
2007年の『天使の護衛』からは、ジョー・パイクを主人公に据えた新シリーズを開始。こちらにもコールは登場する。
また2003年の『The Last Detective』と2005年『The Forgotten Man』には、単独作品『破壊天使』（2000年）の主人公キャロル･スターキーが、2015年の『約束』には『容疑者』（2013年）の警官スコットと警察犬マギーが登場している。
他にも、『天使の護衛』においてパイクが置き去りにした愛車チェロキーが、単独作品『The Two-Minute Rule』において主人公Max Holmanによって奪われるなど、すべての作品が共通の世界観に基づいている。
同じミステリー作家であるマイクル・コナリーと交流があり、ハリー・ボッシュ・シリーズの『暗く聖なる夜』にはエルヴィス・コールが、『The Last Detective』にはハリー・ボッシュの登場場面が描かれている。

## 主な作品

### 「エルヴィス・コール」シリーズ
- 『モンキーズ・レインコート - ロスの探偵エルヴィス・コール』（The Monkey's Raincoat (1987)、新潮文庫） 1989
- 『追いつめられた天使 - ロスの探偵エルヴィス・コール』（Stalking the Angel (1989)、新潮文庫） 1992
- 『ララバイ・タウン - ロスの探偵エルヴィス・コール』（Lullaby Town (1992)、扶桑社ミステリー） 1994
- 『ぬきさしならない依頼 - ロスの探偵エルヴィス・コール』（Free Fall (1993)、扶桑社ミステリー） 1996
- 『死者の河を渉る - 探偵エルヴィス・コール』（Voodoo River (1995)、扶桑社ミステリー） 2000
- 『サンセット大通りの疑惑 - 探偵エルヴィス・コール』（Sunset Expres (1996)、扶桑社ミステリー） 2000 - シェイマス賞長編部門受賞
- Indigo Slam （1997）
- L.A. Requiem （1999）
- The Last Detective （2003）
- The Forgotten Man （2005）
- Chasing Darkness （2008）
- 『約束』（The Promise (2015)、創元推理文庫） 2017 - 『容疑者』(後出)の続編でもある。
- 『指名手配』（The Wanted (2017)、創元推理文庫） 2019

### 「ジョー・パイク」シリーズ
- 『天使の護衛』（The Watchman (2007)、RHブックス・プラス） 2011
- The First Rule （2010）
- The Sentry （2011）
- Taken （2012）
- 『危険な男』（A Dangerous Man (2019)、創元推理文庫） 2021

### その他長編
- 『破壊天使』上・下（Demolition Angel (2000)、講談社文庫） 2002
- 『ホステージ』上・下（Hostage (2001)、講談社文庫） 2005
- The Two-Minute Rule （2006）
- 『容疑者』（Suspect (2013)、創元推理文庫） 2014